# Tarentola gomerensis
Espèce
Statut de conservation UICN

 LC  : Préoccupation mineure
Tarentola gomerensis est une espèce de geckos de la famille des Phyllodactylidae.

## Répartition
Cette espèce est endémique de l'île de La Gomera dans les îles Canaries.

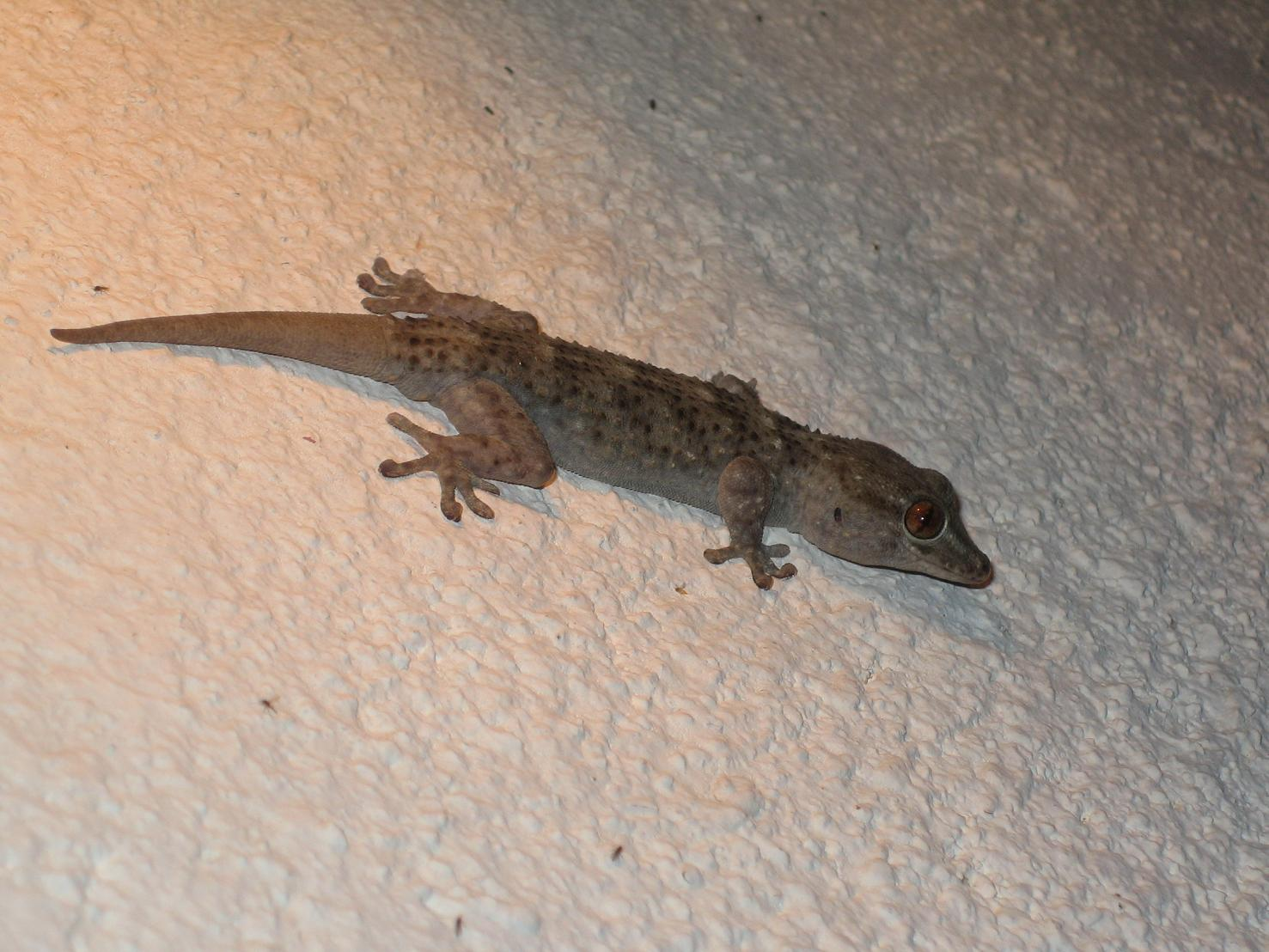

## Étymologie
Son nom d'espèce, composé de gomer et du suffixe latin -ensis, « qui vit dans, qui habite », lui a été donné en référence au lieu de sa découverte, l'île de La Gomera.

## Publication originale
- Joger & Bischoff, 1983 : Zwei neue Taxa der Gattung Tarentola (Reptilia: Sauria: Gekkonidae) von den Kanarischen Inseln. Bonner Zoologische Beiträge, vol. 34, no 1-3, p. 459-468 (texte intégral).